# Югозападноафриканская кампания
Югозападноафриканская кампания — вторжение войск Южно-Африканского Союза, действовавших на стороне Великобритании, на территорию Германской Юго-Западной Африки и её оккупация в начале Первой мировой войны.

## Предыстория
Уже задолго до начала Первой мировой войны правительство британского доминиона Южно-Африканский Союз осознавало значение, которое будет иметь наличие у него общей границы с Германской Юго-Западной Африкой в случае начала войны с Центральными державами. Премьер-министр ЮАС Луис Бота уведомил Лондон, что он в состоянии организовать оборону собственными силами, так что британский гарнизон может отбыть во Францию. На запрос британского правительства о возможности вторжения в Германскую Юго-Западную Африку Бота ответил согласием.
Войска Южно-Африканского Союза были дислоцированы на границе с Юго-Западной Африкой. Ими командовали генерал Генри Лукин и генерал Мани Мариц.

## Восстание Марица
Многие буры выступали против участия в войне за британские интересы против немцев, тем более что Германия во время недавней Англо-бурской войны (1899—1902) оказывала им моральную поддержку.
Не желая участвовать в осуществлении планов правительства ЮАС по захвату территории германской колонии, генерал Мариц со своим отрядом поднял антиправительственный мятеж, в котором в дальнейшем приняло участие в общей сложности до 12 тыс. человек. Однако действовали они разрозненно, тогда как противостоящие им силы имели подавляющий перевес, имея в своем составе 32 тысячи солдат, из которых двадцать тысяч также были бурами.
14 октября 1914 года власти объявили военное положение, и правительственные силы под командованием генералов Луиса Боты и Яна Смэтса приступили к подавлению восстания и к началу февраля 1915 года военные действия закончились полной победой правительственных сил.

## Ход боевых действий
Первая попытка вторжения на территорию германской колонии закончилась поражением. 26 сентября 1914 года один из отрядов южноафриканских войск был разбит в бою при Сандфонтейне и  капитулировал перед силами подполковника Иоахима фон Хейдебрека.
В феврале 1915 года, чтобы помешать готовящемуся вторжению южноафриканских сил, немцы нанесли упреждающий удар близ Какамаса, попытавшись установить контроль над двумя переправами через реку Оранжевую, но были вынуждены отступить.
Подавив восстание буров, южноафриканское командование приступило к подготовке вторжения крупными силами. Командующим войсками северного фронта стал сам Луис Бота, осуществлявший и общее командование, а южного — Ян Смэтс.
11 февраля Бота прибыл в Свакопмунд, севернее Уолфиш-Бея, южноафриканского анклава на побережье Юго-Западной Африки, куда по его приказу началась активная переброска войск. К марту силы вторжения были готовы. 67 000 человек двинулись в сторону немецкой колонии. Они столкнулись с сильным сопротивлением немцев, которые закладывали мины и травили колодцы. Наступая из района Свакопмунда вдоль железнодорожной линии, южноафриканцы заняли Очимбингве, Карибиб, Фридрихсфельде, Вильгельмсталь, Окаханджа и 5 мая 1915 года вступили в Виндхук.
Немцы запросили мира, но их предложение было отклонено Луисом Ботой, и боевые действия продолжились. 12 мая Бота объявил военное положение и разделил войска на четыре группы (командующие: Коэн Бритс, Лукин, Мани Бота и Мибург). К этому времени наступающие войска фактически разделили территорию немецкой колонии пополам. В дальнейшем Бритс двинулся на север, захватил Очиваронго, Оучо и вышел к озеру Этоша, отрезав германские войска во внутренней части колонии от прибрежных районов Кунене и Каоковельд. Остальные три группы южноафриканских войск наступали на северо-восток по расходящимся направлениям вдоль железной дороги Свакопмунд—Цумеб. 1 июля германские войска дали последнее сражение под Отави, которое завершилось их разгромом, и 9 июля они капитулировали близ Кхораба.
В то время как на севере развивались эти события, в Людерице высадились южноафриканские войска под командованием Яна Смэтса. Закрепившись в городе, они 20 мая овладели Китмансхупом, где встретились с двумя другими колоннами, наступавшими от Порт-Ноллота и Кимберли.
Продолжая наступление, Смэтс занял Берсебу, а 26 мая, после двухдневных боёв, пал Гибеон. Оставшиеся немецкие войска отступили на север, в сторону павшей столицы, и спустя 2 недели также капитулировали.

## Последующие события
Разгромив немецкие войска на территории Юго-Западной Африки, Южно-Африканский Союз оккупировал её, а в 1919 году, в ходе послевоенного урегулирования, получил мандат Лиги Наций на управление ею. Южноафриканские власти в течение многих десятилетий претендовали на присоединение территории и фактически управляли Юго-Западной Африкой как своей «пятой провинцией», предоставив здешнему белому меньшинству возможность не только избирать собственное Законодательное собрание, но и быть представленными в южноафриканском парламенте, помимо Законодательной ассамблеи ЮЗА.
После того, как в 1946 году Лигу наций сменила ООН, Южная Африка отказалась передать ей свой мандат на управление ЮЗА, однако решением Генеральной ассамблеи ООН он был аннулирован, а в 1971 году Международный суд ООН объявил незаконным продолжающееся управление Юго-Западной Африкой со стороны ЮАР. В 1966 году была создана вооружённая организация СВАПО, начавшая партизанскую войну за освобождение Намибии, продолжавшуюся более 20 лет.
После многочисленных безуспешных попыток ООН убедить ЮАР выполнить требования резолюции Совета безопасности № 435 (1978 г.), содержавшей согласованный план деколонизации Намибии, лишь в 1988 году начался переход территории к обретению полной самостоятельности в результате трёхстороннего соглашения ЮАР, Анголы и Кубы, по которому ЮАР согласилась осуществить вывод и демобилизацию своих войск, находящихся на территории Намибии, а Куба вывела свои войска с юга Анголы, куда они были направлены для содействия движению МПЛА в его вооружённых действиях против конкурирующей организации УНИТА. Контроль над выводом войск, возвращением на Родину намибийских беженцев и проведением первых в истории Намибии выборов в Законодательное собрание в октябре 1989 года осуществляла объединённая миссия ООН под руководством финского дипломата Мартти Ахтисаари.